# Sympa
Sympa (「サンパ」または「シンパ」。フランス語で「かっこいい」「同感」といった意味、またSYstème de Multi-Postage Automatique〔自動同報システム〕の頭字語) は、メーリングリスト管理ソフトウェア。Christophe Wolfhugelが、同目的のソフトウェアであるTULPの後継として開発をはじめた (TULPの開発は間もなく中断された)。
SympaはGNU一般公衆利用許諾契約書に基づき公開される自由ソフトウェアである。

## 機能概要
Sympaは内部的に関係データベースを用いるため、データを単純なテキストファイルとして処理するシステムよりもかなり高速になりうる。このため、多ユーザや大流量の環境での応用に適している。リストの管理者が、外部のデータベースやLDAPディレクトリをもとに、登録者情報を動的に生成できる。名前ベースの仮想ホストにも対応している。
さらに、S/MIMEによるメッセージへの電子署名やメッセージの暗号化もできる。
一般利用者、リストの管理者、システム管理者向けのウェブインタフェースがFastCGIサーバとして提供される。このウェブインタフェース上でメーリングリストのRSSフィードも提供する。
LDAP、CAS、シボレスといった認証機構によって、Sympaを複雑なインフラストラクチャに統合することができる。電子メールメッセージを配信する前にウイルススキャナで検査して、コンピュータウイルスの拡散を未然に防ぐことができる。
Sympaはテキストの内部処理をUnicodeで行っている。メーリングリストシステムの発するメッセージを数多くの言語で表記でき、それをUTF-8のほか、各言語ごとに従来用いられてきたキャラクタセットで符号化することもできる。

## 歴史
Sympaの開発は1995年に始まった。TULPソフトウェアに新たな機能が求められたが、TULPのソースコードではそのような機能を付け加えることが困難だと判明したためである。TULPの開発をすすめてきたChristophe Wolfhugelは、まったく新たにSympaを書き始めた。最初の公開までに2年を要した。1999年にウェブインタフェースが付け加えられた。さらに2年の後、開発者たちはS/MIME対応とウイルススキャナプラグインを追加した。
2002年にはLDAP認証と仮想ホスティング対応が公開された。2003年9月にはCASとシボレスによる認証ができるようになった。同年12月にはSOAPインタフェースに対応した。
ウェブインタフェースは2005年にいくらか変更があった。マークアップ言語がHTMLからXHTMLに移行し、メーリングリストのRSSフィードが加わった。その後の大きな進展としては、2006年のUnicodeによる内部処理に関するコーディングの再構築がある。
その後も、Sympaの開発と改良は続いている。

## Sympaを採用している組織 (一部)
- 国際連合教育科学文化機関 (UNESCO) [14]
- フラウンホーファー研究機構知的解析・情報システム[15]
- フンボルト大学ベルリン[16]
- パリ第3大学——ソルボンヌ・ヌヴェール[17]
- デューク大学[18]
- インスブルック大学[19]

ほかにも多くの研究機関、大学、企業がSympaを利用している。